# 直DATE
直DATE（なおデイト、1997年7月18日 - ）は、日本の女性キックボクサー、プロレスラー。

## 来歴
2012年4月1日、PRE J-GIRLSでの早乙女訓子戦でキックボクサーとしてデビュー。TKO勝利した（当時は伊達直の名義）。
2014年8月2日、キックボクサーとしてプロデビュー。
2017年3月26日、後楽園ホールで開催された『アイスリボンマーチ2017』に登場。2017年4月より女子プロレス団体アイスリボンに兼任所属し、プロレスデビューすることが発表された。4月1日、デビュー戦は「トトロさつき&直DATEｖｓ藤田あかね&法DATE」と発表された。
プロレスデビューのきっかけは「ロープワークをやられていて『なんだこれは!?』」と思ったこと。目標はアイスリボンでは同期にあたるトトロさつき。
4月18日に行われた記者会見では「プロレスは難しいもの」と表現した。週2日ペースでプロレスの練習をしているという。
4月24日、後楽園ホールでのデビュー戦では直接勝敗に絡まなかったものの敗戦。5月5日、ラジアントホール大会での8人タッグイリミネーションマッチでは、初めてTeam DATE 四姉妹全員でタッグを組み試合出場。長崎まる子＆テキーラ沙弥＆松屋うの＆トトロさつき組に勝利した。
11月～12月31日、キャリア3年未満を対象にした若手トーナメント「ヤングアイストーナメント」で優勝。このトーナメント優勝者には希望するタイトルへの挑戦権が与えられ、メイン終了後、その権利を行使し、ICE×∞王座を戴冠したばかりの柊くるみに挑戦表明。
2018年1月6日、ICE×∞選手権試合として柊くるみに挑戦し敗退。これが自身は勿論、Team DATE初のタイトルマッチとなった。
2019年2月28日付でアイスリボンを退団した。
2020年12月13日、2度目のパンクラス参戦で東陽子と再戦し判定負け。これを最後に、試合出場の記録がない。
2021年6月27日、「Team DATE 武術四姉妹」から法、華蓮が脱退、Team DATEを退団したことで、残った華DATEとビューティー姉妹を結成した。

## 人物

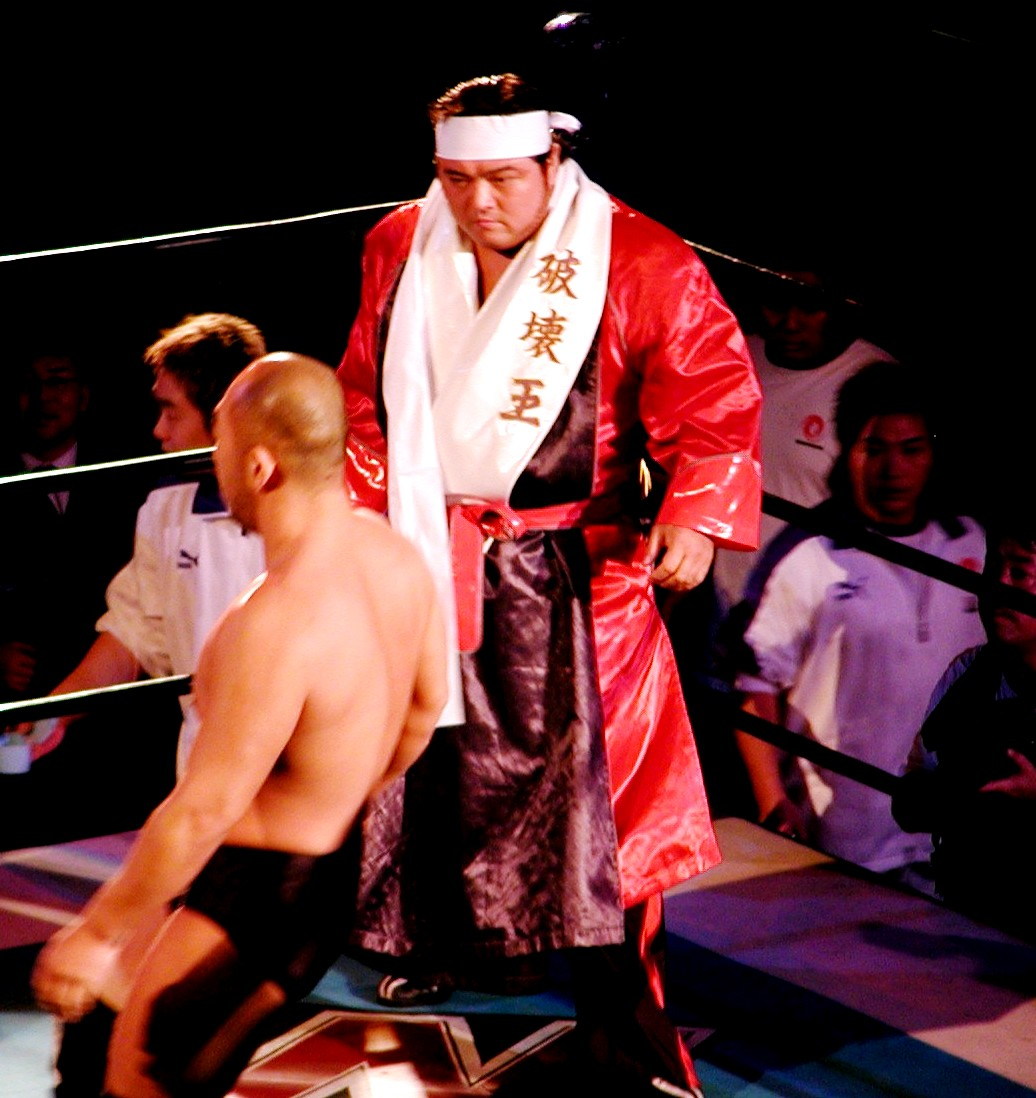
目標の人物である橋本真也

- Team DATE4人の中ではもっとも長身（167cm）だが、主張も少なく大人しい性格。そして我慢強い[12]。個性派揃いの4人の中で唯一の常識人。しかし、話が後述の橋本真也となると途端にスイッチが入ってしまう。
- 2017年5月13日の大会ではプロデューサー・星ハム子の指示で松本都のコスチュームで試合。その際には「普段はやぁー！とかやり切れてないんで。フリフリも着るキャラではないんで。恥ずかしいんですけどいい経験が出来ました」とコメントした[13]。その後も大人し過ぎる性格に刺激を与える為か、都とは度々試合で組んでいる。
- 橋本真也を目標としている[14]。
  - プロレスラーになると橋本ファンであった両親に告げたところ、両親から動画で橋本の試合を見て学ぶよう進言され、一気にのめり込んだ。
  - コスチュームも、橋本と同様、黒を基調に赤をあしらったパンタロンタイプを着用（他の3人はスカートタイプ）。ビッグマッチでは鉢巻きを巻く事も。
  - 愛称も、「破壊王（橋本真也）」・「破壊王子（橋本大地（大日本プロレス））」にあやかり、「破壊王女」と呼ばれており、将来は「破壊女王」襲名を目論んでいる。

## 得意技
バックボーンである「マハーラージャ カルーリカ&ヨーガ」をベースとしながらも、目標としている橋本真也・橋本大地親子の技を積極的に取り入れている。
- 各種関節技
- 各種蹴り技
  - 水面蹴り - 橋本真也と同型
- 袈裟斬りチョップ - 橋本真也と同型
- DDT - これも橋本真也・大地親子と同型
- バックフリップ
- ヨーガ・タワー・フォール - みちのくドライバーIIと同型
- ヨーガ・サイクロン・フラミンゴ

膝十字固め

## 戦績

### プロキックボクシング
| キックボクシング 戦績 | キックボクシング 戦績 | キックボクシング 戦績 | キックボクシング 戦績 | キックボクシング 戦績 | キックボクシング 戦績 | キックボクシング 戦績 |
| --------------------- | --------------------- | --------------------- | --------------------- | --------------------- | --------------------- | --------------------- |
| 4 試合                | (T)KO                 | 判定                  | その他                | 引き分け              | 無効試合              |                       |
| 1 勝                  | 0                     | 1                     | 0                     | 0                     | 0                     |                       |
| 3 敗                  | 2                     | 1                     | 0                     | 0                     | 0                     |                       |

| 勝敗 | 対戦相手   | 試合結果         | 大会名                                            | 開催年月日    |
| ×    | 溝口孝湖   | 2分3R 2R1:12 TKO | J-FIGHT&J-GIRLS ～J-NETWORK 20th Anniversary～1st | 2017年3月12日 |
| ○    | Sera       | 3分3R 判定3-0    | J-FIGHT&J-GIRLS 2016 4th                          | 2016年7月31日 |
| ×    | 空手こまち | 2分3R 1R1:25 KO  | J-GIRLS 2015 ～Aim for the ace of aces～2nd       | 2015年7月12日 |
| ×    | 柳仙香     | 2分3R 判定0-3    | TRIBELATE vol.44 ～Hybrid Club Fight～            | 2014年8月2日  |

### プロ総合格闘技
| 総合格闘技 戦績 | 総合格闘技 戦績 | 総合格闘技 戦績 | 総合格闘技 戦績 | 総合格闘技 戦績 | 総合格闘技 戦績 | 総合格闘技 戦績 |
| --------------- | --------------- | --------------- | --------------- | --------------- | --------------- | --------------- |
| 4 試合          | (T)KO           | 一本            | 判定            | その他          | 引き分け        | 無効試合        |
| 1 勝            | 0               | 1               | 0               | 0               | 0               | 0               |
| 4 敗            | 1               | 0               | 3               | 0               | 0               | 0               |

| 勝敗 | 対戦相手               | 試合結果               | 大会名                       | 開催年月日     |
| ×    | 東陽子                 | 5分3R 判定0-3          | PANCRASE 320                 | 2020年12月13日 |
| ×    | 東陽子                 | 3分3R 判定0-3          | PANCRASE 297                 | 2018年7月1日   |
| ×    | フェルマンダ・バルボサ | 3分3R 1R4:50 TKO       | ANGEL'S FIGHTING 02          | 2017年1月14日  |
| ×    | 奈部ゆかり             | 3分3R 判定0-3          | DEEP JEWELS 13               | 2016年8月27日  |
| ○    | 華麗DATE               | 2分3R 腕ひしぎ十字固め | Bigbang-SPIRIT- Queen 決定戦 | 2014年7月13日  |

### アマチュア総合格闘技
| 勝敗 | 対戦相手   | 試合結果                                    | 大会名         | 開催年月日     |
| －   | 三浦レイナ | 1R2:06 三浦計量オーバーのためノーコンテスト | DEEP JEWELS 10 | 2015年11月23日 |

## 出演

### バラエティ番組
- TeamDATE Road to ICERIBBON vol.4（2017年4月28日）
- TeamDATE Road to ICERIBBON vol.3（2017年4月22日）
- TeamDATE Road to ICERIBBON vol.2（2017年4月15日、ニコ生）
- TeamDATE Road to ICERIBBON vol.1（2017年4月12日、ニコ生）
- スポ1TV〜directed by SUW〜（2016年12月16日）
- FUJIYAMA FIGHT CLUB（2016年7月1日、CX）
- 世界の怖い夜（2016年1月25日、TBS）

### MV
- EXILE『VICTORY』
- KANA-BOON『なんでもねだり』
- あゆみくりかまき『蜜蜜蜜』